# Katherine Maher
Katherine Roberts Maher  (Wilton, 18 de abril de 1983) es una especialista estadounidense en tecnología, desarrollo y democracia. Desde junio de 2016 y hasta el 15 de abril de 2021 fue la directora ejecutiva de Fundación Wikimedia (WMF). Previamente fue la directora de comunicaciones (2014-2016). También ha trabajado para el Banco Mundial, Unicef y en la organización de derechos digitales Access Now. Ha desarrollado programas en Europa, Oriente Medio, África Subsahariana, Caribe, América Central y el Sudeste Asiático. 

## Formación
Creció en Wilton (Connecticut) y a los 18 años viajó a Egipto para estudiar en el Instituto de Lengua Árabe de la Universidad Americana de El Cairo (2002-2003). Viajó y residió también en diferentes países de Oriente Medio como Siria, Líbano y Túnez estudiando historia islámica y lengua árabe. Se graduó en 2005 en la Universidad de Nueva York en la Facultad de Artes y Ciencia.

## Trayectoria profesional

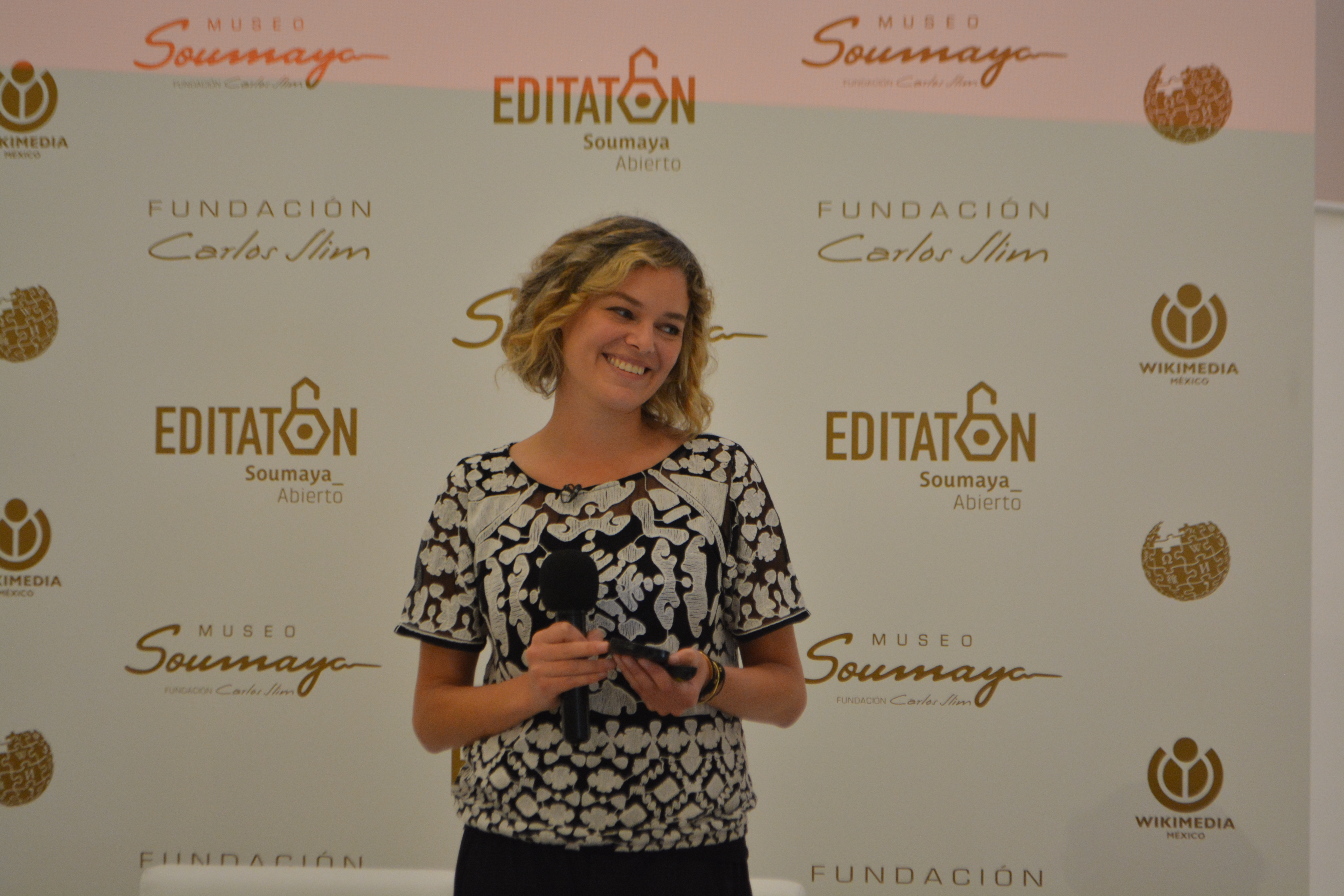
Maher en el Museo Soumaya de la Ciudad de México.

Especializada y defensora de las comunidades, cultura y tecnología abiertas, ha trabajado en diversas organizaciones en este marco. 
En 2005, se incorporó al banco HSBC viviendo en Londres, Dusseldorf y Canadá.
De 2007 a 2010, fue miembro fundadora del equipo de innovación de Unicef desarrollando estrategias de servicios de salud, comunicación, promoción y organización de jóvenes a través de las nuevas tecnologías de la Información y la Comunicación.
De 2010 a 2011, fue miembro del Instituto Nacional Democrático en Washington para el apoyo de Derechos Humanos y la democracia. Diseñó programas basados en las TIC para la participación ciudadana, el gobierno abierto, medios de comunicación independientes y sociedad civil para la transición de países autoritarios y en conflicto.
De 2013 a 2014, trabajó en Access Now como directora de promoción.
En el Banco Mundial, Maher fue asesora en tecnología para el desarrollo internacional y la democratización trabajando en TIC para la rendición de cuentas y la gobernanza, centrada en el papel de los teléfonos móviles y otras tecnologías para la consolidación de la sociedad civil y las reformas institucionales de especialmente en Oriente Medio y África.
Maher se unió a la Fundación Wikimedia como Directora de Comunicaciones en abril de 2014. En marzo de 2016 fue nombrada Directora Ejecutiva interina tras la dimisión de Lila Tretikov y en junio de 2016 fue confirmada en el puesto.
El día 4 de febrero de 2021 anunció que dejaba el cargo de Directora Ejecutiva de la Fundación Wikimedia, siendo el 15 de abril de 2021 el último día en el cargo. Maryana Iskander fue nombrada su sucesora.

## Publicaciones
- 2012 "Making Government Mobil" Coautora del capítulo en "Information and Communications for Development: Maximizing Mobile"  editado por el Banco Mundial.
- 2013 "Origins of the Tunisian Internet", Katherine Maher y Jillian C. York en State Power 2.0: Authoritarian Entrenchment and Political Engagement Worldwide. Ashgate Publishing. 2013[11]